# NGC 1308
NGC 1308 је лентикуларна галаксија у сазвежђу Еридан која се налази на NGC листи објеката дубоког неба.
Деклинација објекта је - 2° 45' 26" а ректасцензија 3h 22m 28,5s. Привидна величина (магнитуда) објекта NGC 1308 износи 13,7 а фотографска магнитуда 14,6. NGC 1308 је још познат и под ознакама MCG -1-9-32, PGC 12643.